# ورزشگاه السیب

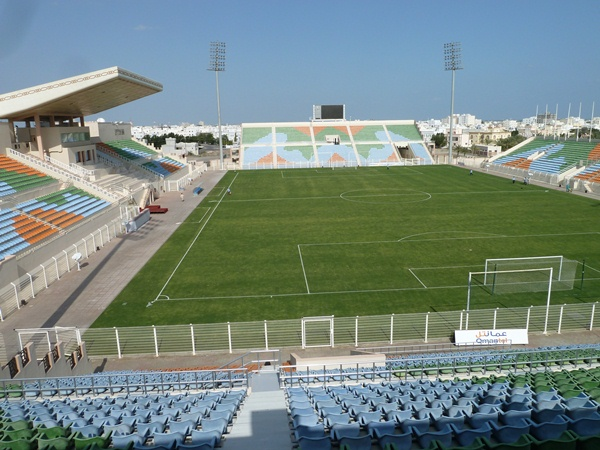
ورزشگاه السیب

ورزشگاه السیب (به عربی: ملعب السيب) ورزشگاهی چندمنظوره در السیب، عمان می‌باشد. امروزه از آن بیشتر برای برپایی مسابقه‌های فوتبال و به عنوان ورزشگاه خانگی باشگاه فوتبال السیب استفاده می‌شود. این ورزشگاه گنجایش ۱۳۴۰۰ نفر تماشاچی را دارد.